# هينريتش مولر
هينريتش مولر (4 يونيو 1889 بسويسرا - 1957) هو مدرب كرة قدم ولاعب كرة قدم سويسري في مركز الدفاع. شارك مع منتخب سويسرا لكرة القدم. أما مع النوادي، فقد لعب مع نادي تورينو ونادي فينترتور.

## وصلات خارجية
- هينريتش مولر على موقع قاعدة بيانات كرة القدم.إي يو (الإنجليزية)
- هينريتش مولر على موقع قاعدة بيانات كرة القدم.إي يو (الإنجليزية)
- هينريتش مولر على موقع ناشيونال فوتبول تيمز (الإنجليزية)
- هينريتش مولر على موقع عالم كرة القدم.نت (الإنجليزية)